# Monthurel
Monthurel és un municipi francès situat al departament de l'Aisne i a la regió dels Alts de França. L'any 2007 tenia 158 habitants.

## Demografia

### Població
El 2007 la població de fet de Monthurel era de 158 persones. Hi havia 64 famílies de les quals 16 eren unipersonals (4 homes vivint sols i 12 dones vivint soles), 24 parelles sense fills i 24 parelles amb fills.
La població ha evolucionat segons el següent gràfic:
Habitants censats

### Habitatges
El 2007 hi havia 77 habitatges, 64 eren l'habitatge principal de la família, 10 eren segones residències i 3 estaven desocupats. Tots els 76 habitatges eren cases. Dels 64 habitatges principals, 59 estaven ocupats pels seus propietaris, 3 estaven llogats i ocupats pels llogaters i 2 estaven cedits a títol gratuït; 2 tenien dues cambres, 7 en tenien tres, 24 en tenien quatre i 31 en tenien cinc o més. 50 habitatges disposaven pel capbaix d'una plaça de pàrquing. A 27 habitatges hi havia un automòbil i a 28 n'hi havia dos o més.

### Piràmide de població
La piràmide de població per edats i sexe el 2009 era:
| Homes | Edats   | Dones |
| ----- | ------- | ----- |
| 0     | 95 o +  | 0     |
| 0     | 90 a 94 | 0     |
| 0     | 85 a 89 | 4     |
| 0     | 80 a 84 | 0     |
| 4     | 75 a 79 | 0     |
| 0     | 70 a 74 | 0     |
| 4     | 65 a 69 | 8     |
| 8     | 60 a 64 | 12    |
| 0     | 55 a 59 | 4     |
| 4     | 50 a 54 | 4     |
| 0     | 45 a 49 | 4     |
| 4     | 40 a 44 | 0     |
| 4     | 35 a 39 | 0     |
| 8     | 30 a 34 | 16    |
| 8     | 25 a 29 | 0     |
| 0     | 20 a 24 | 4     |
| 0     | 15 a 19 | 4     |
| 0     | 10 a 14 | 0     |
| 16    | 5 a 9   | 0     |
| 4     | 0 a 4   | 4     |

## Economia
El 2007 la població en edat de treballar era de 100 persones, 73 eren actives i 27 eren inactives. De les 73 persones actives 66 estaven ocupades (39 homes i 27 dones) i 7 estaven aturades (2 homes i 5 dones). De les 27 persones inactives 11 estaven jubilades, 6 estaven estudiant i 10 estaven classificades com a «altres inactius».

### Ingressos
El 2009 a Monthurel hi havia 63 unitats fiscals que integraven 158 persones, la mediana anual d'ingressos fiscals per persona era de 18.982 €.

### Activitats econòmiques
Els 2 establiments que hi havia el 2007 eren d'entitats de l'administració pública.
L'any 2000 a Monthurel hi havia 11 explotacions agrícoles que ocupaven un total de 312 hectàrees.

## Equipaments sanitaris i escolars
El 2009 hi havia una escola maternal integrada dins d'un grup escolar amb les comunes properes formant una escola dispersa.

## Poblacions més properes
El següent diagrama mostra les poblacions més properes.